# Metrostation Alandur

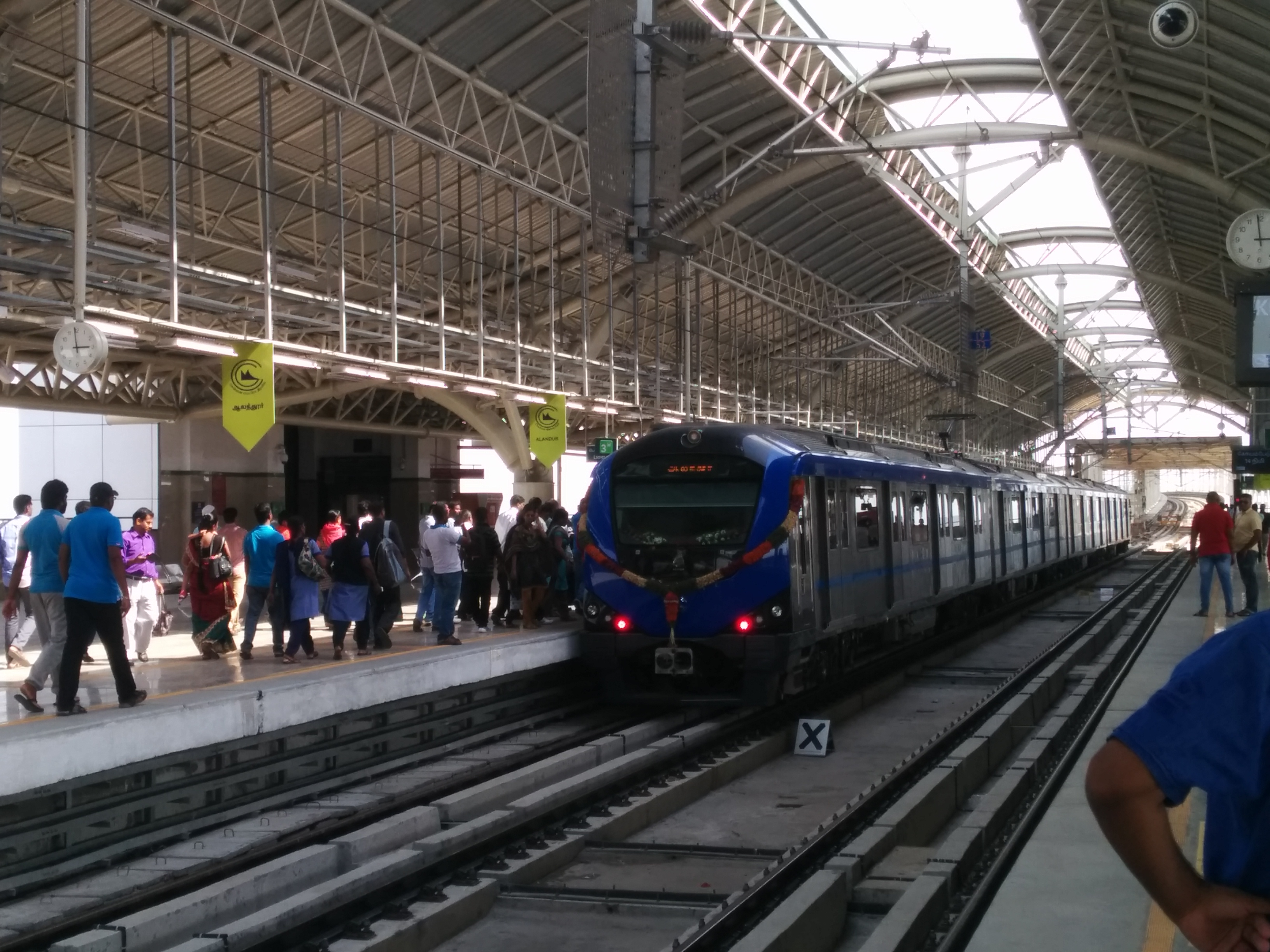
Bahnsteig

Die Metrostation Alandur (Tamil: ஆலந்தூர்) ist ein oberirdischer U-Bahnhof der Metro Chennai. Er befindet sich im Stadtteil Alandur an der Ausfallstraße Grand Southern Trunk Road im Süden Chennais. An der Metrostation Alandur besteht eine Umsteigemöglichkeit zwischen der Blauen und der Grünen Linie der Metro Chennai.
Die Station Alandur wurde am 29. Juni 2015 als vorläufige Endstation des ersten Abschnitts der Grünen Linie eröffnet. Seit dem 21. September 2016 wird sie auch von der Blauen Linie bedient. Am 14. Oktober 2016 wurde die Grüne Linie bis St. Thomas Mount verlängert.
Die Station Alandur ist als Turmbahnhof konzipiert. Sie besitzt zwei übereinanderliegende Bahnsteige. Der untere Bahnsteig der Blauen Linie liegt 27 Meter, der obere Bahnsteig der Grünen Linie 35 Meter über dem Straßenniveau.

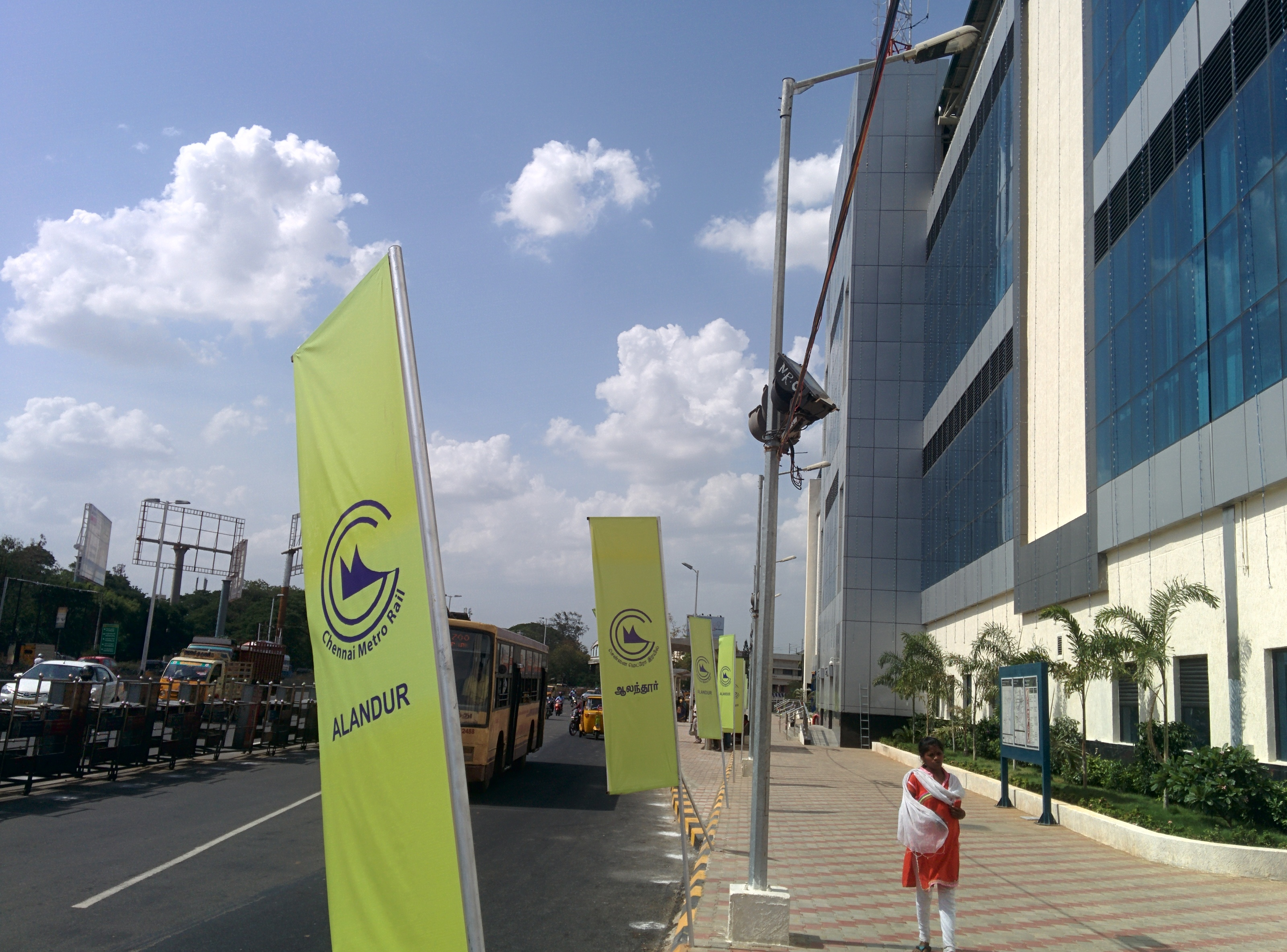
Außenansicht
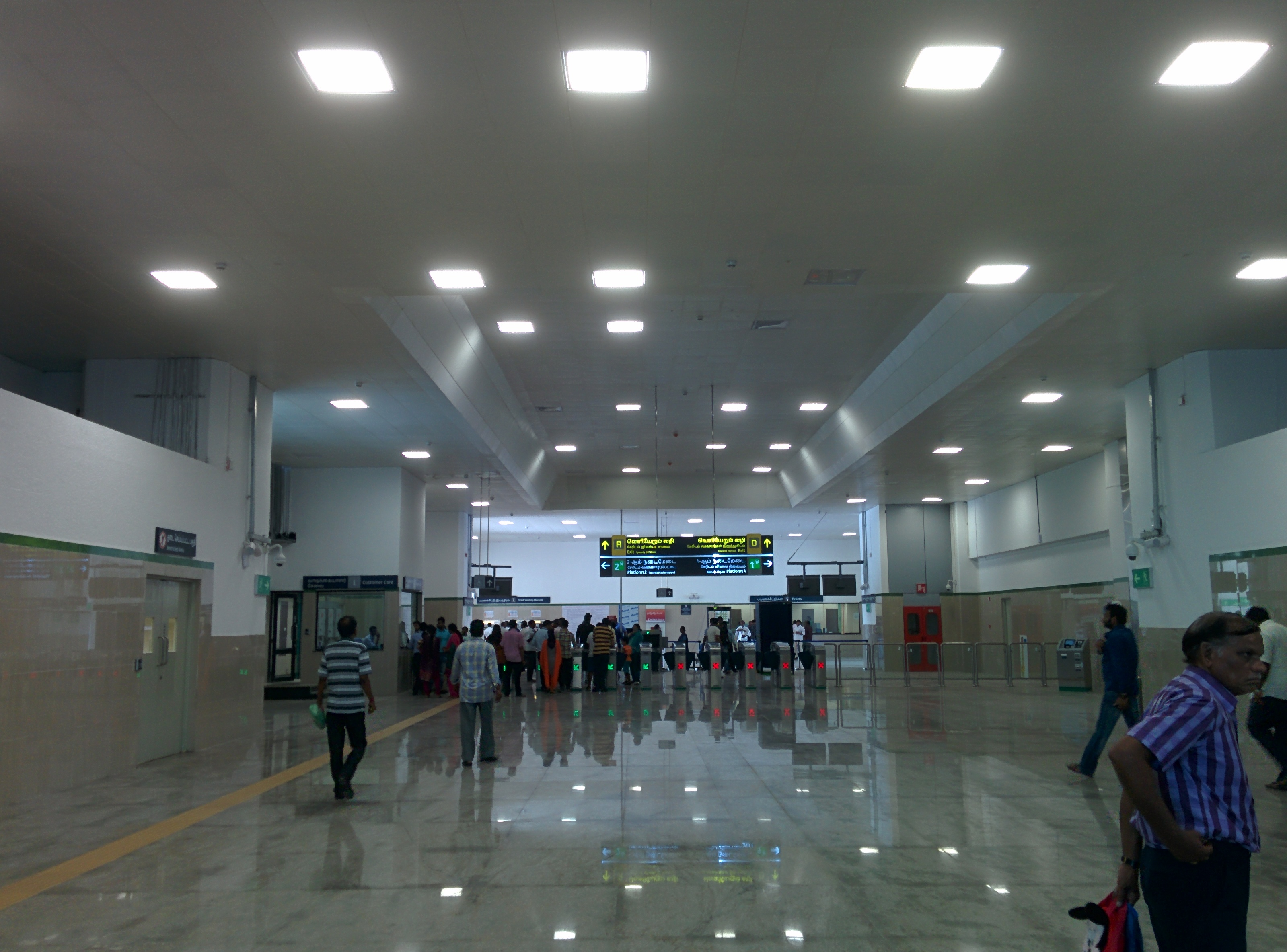
Eingangsbereich
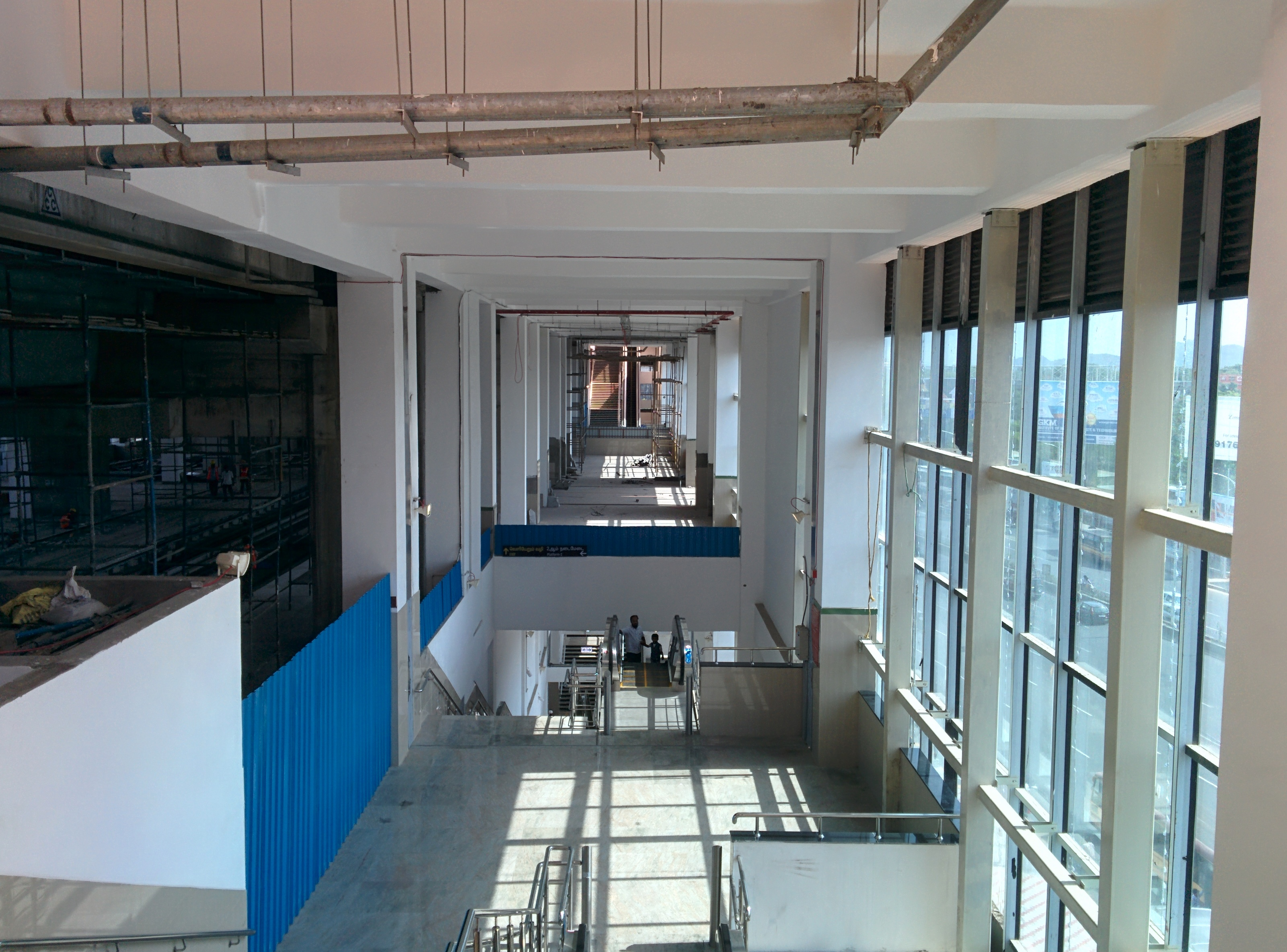
Aufgang zum Bahnsteig
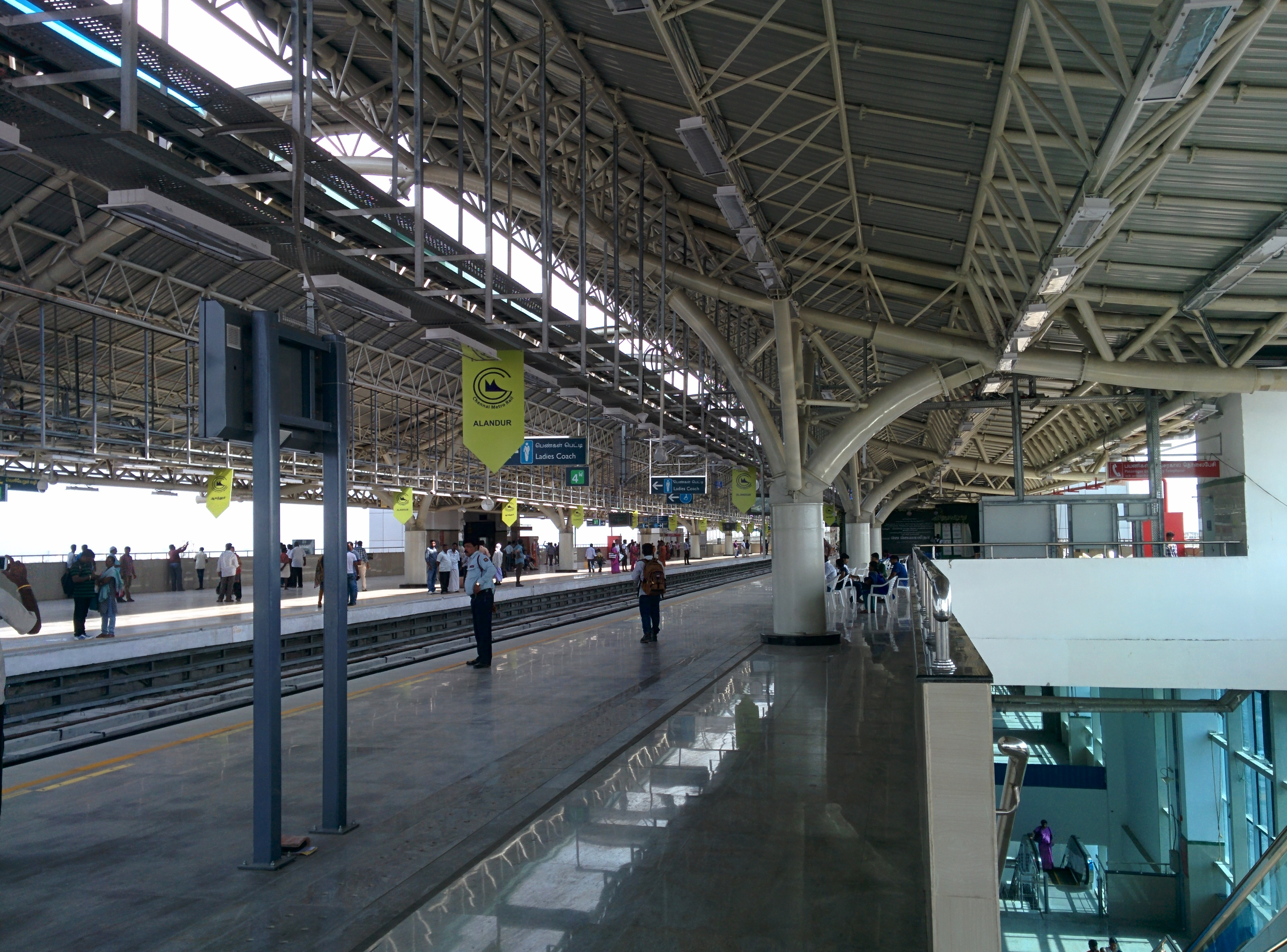
Bahnsteig